# بوريس سوبوليف
بوريس سوبوليف هو إحصائي كندي، ولد في 9 يونيو 1960 في يورغا في روسيا.